# Listă de conducători de stat din 1933
1929 - 1930 - 1931 - 1932 - 1933 - 1934 - 1935 - 1936 - 1937
Aceasta este o listă a conducătorilor de stat din anul 1933:

## Europa
- Albania: Ahmed Zogu (Zogu I) (președinte, 1925-1939; rege, din 1928)
- Anglia: George al V-lea (rege din dinastia Windsor, 1910-1936)
- Austria: Wilhelm Miklas (președinte, 1928-1938)
- Belgia: Albert I (rege din dinastia Saxa-Coburg, 1909-1934)
- Bulgaria: Boris al III-lea (țar din dinastia de Saxa-Coburg-Gotha, 1918-1943)
- Cehoslovacia: Tomas Garrigue Masaryk (președinte, 1918-1935)
- Danemarca: Christian al X-lea (rege din dinastia de Glucksburg, 1912-1947)
- Elveția: Edmund Schulthess (președinte, 1917, 1921, 1928, 1933)
- Finlanda: Pehr Evind von Svinhufvud (președinte, 1931-1937; anterior, regent, 1918)
- Franța: Albert Lebrun (președinte, 1932-1940)
- Germania: Paul von Hindenburg (președinte, 1925-1934)
- Grecia: Alexandros T. Zaimis (președinte, 1929-1935)
- Irlanda: Donald Buckley (Domhnall Ua Buachalla) (guvernator general, 1932-1936)
- Italia: Victor Emmanuel al III-lea (rege din dinastia de Savoia, 1900-1946)
- Iugoslavia: Alexandru I (rege din dinastia Karagheorghevic, 1921-1934)
- Liechtenstein: Franz (principe, 1929-1938)
- Luxemburg: Charlotte (mare ducesă din dinastia de Nassau, 1919-1964)
- Monaco: Louis al II-lea (principe, 1922-1949)
- Norvegia: Haakon al VII-lea (rege din dinastia de Glucksburg, 1905-1957)
- Olanda: Wilhelmina (regină din dinastia de Orania-Nassau, 1890-1948)
- Polonia: Ignacy Moscicki (președinte, 1926-1939)
- Portugalia: Antonio Oscar de Fragoso Carmona (președinte, 1928-1951)
- România: Carol al II-lea (rege din dinastia Hohenzollern-Sigmaringen, 1930-1940)
- Spania: Niceto Alcala Zamora y Torres (președinte, 1931-1936)
- Statul papal: Pius al XI-lea (papă, 1922-1939)
- Suedia: Gustav al V-lea (rege din dinastia Bernadotte, 1907-1950)
- Turcia: Mustafa Kemal Ataturk (președinte, 1923-1938)
- Ungaria: Miklos Horthy (regent, 1920-1944)
- Uniunea Sovietică: Mihail Ivanovici Kalinin (președinte, 1922-1946; anterior, președinte al Rusiei, 1919-1922)

## Africa
- Africa de sud: George Herbert Hyde Villiers (guvernator general, 1931-1937)
- Așanti: Prempeh al II-lea (așanteșene, 1931-1970)
- Bagirmi: Abd al-Kadir al III-lea (mbang, 1918-1935)
- Barotse: Yeta al III-lea (sau Litia) (litunga, 1916-1945)
- Benin: Eweka al II-lea (obba, 1914-1933) și Akenzua al II-lea (obba, 1933-1978)
- Buganda: Daudi Chwa al II-lea (kabaka, 1897-1939)
- Bunyoro: Winyi al IV-lea (Tito Gafabusa) (mukama din dinastia Bito, 1924-1967)
- Burundi: Mwambutsa al IV-lea Baciricenge (mwami din a patra dinastie, 1915-1966)
- Egipt: Ahmad Fuad I (sultan, 1917-1936; rege, din 1922)
- Ethiopia: Ras Tafari Kadamawi (Haile Selassie I) (împărat, 1930-1974)
- Kanem-Bornu: Umar Sanda Lura (șeic din dinastia Kanembu, 1922-1937)
- Lesotho: Griffith (rege, 1913-1939)
- Liberia: Edwin J. Barclay (președinte, 1930-1943)
- Maroc: Sidi Mohammed ibn Youssef (Mohammed al V-lea) (sultan din dinastia Alaouită, 1927-1961)
- Oyo: Laeigbolu I (rege, 1911-1944)
- Rwanda: Mutara al III-lea Rudahigwa (Charles) (rege, 1931-1959)
- Swaziland: Sobhuza al II-lea (Mona) (rege din clanul Ngwane, 1899-1982)
- Tunisia: Ahmad al II-lea ibn Ali (bey din dinastia Husseinizilor, 1929-1942)
- Zanzibar: Halifa ibn Harrub (sultan din dinastia Bu Said, 1911-1960)

## Asia

### Orientul Apropiat
- Afghanistan: Muhammad Nadir Șah (rege din dinastia Barakzay, 1929-1933) și Muhammad Zahir Șah (rege din dinastia Barakzay, 1933-1973)
- Arabia Saudită: Abd al-Aziz al II-lea ibn Abd ar-Rahman ibn Saud (emir, 1902-1953; sultan, din 1917; rege, din 1932)
- Bahrain: Hamad ibn Isa (I) (emir din dinastia al-Khalifah, 1923-1942)
- Iordania: Abd Allah (emir, 1921-1951; rege, din 1946)
- Irak: Faisal I (rege din dinastia Hașemită, 1921-1933) și Ghazi I (rege din dinastia Hașemită, 1933-1939)
- Iran: Mohammad Reza Khan (șah din dinastia Pahlavi, 1925-1941)
- Kuwait: Ahmad ibn Jabir (II) (emir din dinastia as-Sabbah, 1921-1950)
- Liban: Charles Debbas (președinte, 1926-1934)
- Oman: Said ibn Taimur (emir din dinastia Bu Said, 1932-1970)
- Qatar: Abdullah ibn Kasim (emir din dinastia at-Thani, 1913-1949)
- Turcia: Mustafa Kemal Ataturk (președinte, 1923-1938)
- Yemen, statul Sanaa: al-Mutauakkil ala-l-lah Yahya ibn Muhammad (imam, 1904-1948; rege, din 1918)

### Orientul Îndepărtat
- Bhutan: Jigme Wang-chuk (rege din dinastia Wang-Chuk, 1926-1952)
- Brunei: Ahmad Taj ad-Din (sultan, 1924-1950)
- Cambodgea: Preah Bat Samdech Preah Sisovath Monivong Krom Zuong (rege, 1927-1941)
- China: Liu Sen (președinte, 1932-1943)
- India: Freeman Freeman-Thomas (vicerege, 1931-1934, 1934-1936; anterior, guvernator general în Canada, 1926-1931)
- Japonia: Hirohito (împărat, 1926-1989)
- Laos, statul Champassak: Chao Nguy (Tiao Ratsadanay) (rege, 1900-1946; guvernator, din 1907)
- Laosul superior: Som Dak Phra Chao Sisavang Vong (rege, 1904-1945; ulterior, rege în Laos, 1945-1959)
- Maldive: Șams ad-Din Muhammad Iskandar (sultan, 1893, 1903-1935)
- Mataram (Jogjakarta): Abd ar-Rahman Amangkubowono al VIII-lea (sultan, 1921-1939)
- Mataram (Surakarta): Pakubowono al X-lea (Witjaksana) (sultan, 1893-1939)
- Mongolia: Langone (președinte, 1930-1934)
- Nepal, statul Gurkha: Tribhuvana Bir Bikram Jang Bahadur Șah Bahadur Șamșir Jang Deva (rege, 1911-1950, 1951-1955)
- Thailanda, statul Ayutthaya: Pra Pokklao Chaoyuhua (Prajadhipok, Rama al VII-lea) (rege din dinastia Chakri, 1925-1935)
- Tibet: nGag-dbang bLo-bzang Thub-ldan rgya-mtsho (dalai lama, 1876-1933)
- Tibet: Panchen Tup-den Ch'os-kyi Nyi-ma dGe-legs rNam-rgyal (Choskyi Nyima Geleg Namgyal) (panchen lama, 1883-1937)
- Uniunea Sovietică: Mihail Ivanovici Kalinin (președinte, 1922-1946; anterior, președinte al Rusiei, 1919-1922)
- Vietnam, statul Annam: Bao Dai (Nguyen Vinh-Thuy) (împărat din dinastia Nguyen, 1926-1945; ulterior, șef al statului în Vietnamul de sud, 1949-1955)

## America
- Argentina: Agustin Pedro Justo (președinte, 1932-1938)
- Bolivia: Daniel Salamanca (președinte, 1931-1934)
- Brazilia: Getulio Dornelles Vargas (președinte, 1930-1945; dictator, din 1937)
- Canada: Vere Brabazon Ponsonby (guvernator general, 1931-1935)
- Chile: Arturo Alessandri y Palma (președinte, 1920-1924, 1925, 1932-1938)
- Columbia: Enrique Olaya Herrera (președinte, 1930-1934)
- Costa Rica: Ricardo Jimenez Oreamuno (președinte, 1910-1914, 1924-1928, 1932-1936)
- Cuba: Gerardo Machado y Morales (președinte, 1925-1933), Alberto Herrera y Franchi (președinte, 1933), Carlos Manuel de Cespedes y Quesada (președinte, 1933) și Ramon Grau San Martin (președinte, 1933-1934, 1944-1948)
- Republica Dominicană: Rafael Leonidas Trujillo y Molina (președinte, 1930-1938, 1942-1952)
- Ecuador: Juan de Dios Martinez Mera (președinte, 1932-1933) și Abelardo Montalvo (președinte, 1933-1934)
- El Salvador: Maximiliano Hernandez Martinez (președinte, 1931-1934, 1935-1944)
- Guatemala: Jorge Ubico Castaneda (președinte, 1931-1944)
- Haiti: Stenio Joseph Vincent (președinte, 1930-1941)
- Honduras: Vicente Mejia Colindres (președinte, 1929-1933) și Tiburcio Carias Andino (președinte, 1933-1948)
- Mexic: Abelardo L. Rodriguez (președinte, 1932-1934)
- Nicaragua: Juan Bautista Sacasa (președinte, 1933-1936)
- Panama: Harmodio Arias (președinte, 1931, 1932-1936)
- Paraguay: Eusebio Ayala (președinte, 1921-1923, 1932-1936)
- Peru: Luis Miguel Sanchez Cerro (președinte, 1930-1931, 1931-1933) și Oscar Reimundo Benavides (președinte, 1914-1915, 1933-1939)
- Statele Unite ale Americii: Herbert Clark Hoover (președinte, 1929-1933) și Franklin Delano Roosevelt (președinte, 1933-1945)
- Uruguay: Gabriel Terra (președinte, 1931-1938)
- Venezuela: Juan Vicente Gomez (caudillo, 1908-1935)

## Oceania
- Australia: Isaac Alfred Isaacs (guvernator general, 1931-1936)
- Noua Zeelandă: Charles Bathurst (guvernator general, 1930-1935)
- Tonga: Salote Tupou a III-a (regină, 1918-1965)